# Adick Koot
Adick Koot (Eindhoven, 16 agosto 1963) è un allenatore di calcio ed ex calciatore olandese, di ruolo difensore.

## Palmarès

### Club

#### Competizioni nazionali
- Eredivisie: 5

PSV: 1985-86, 1986-1987, 1987-1988, 1988-1989, 1990-1991
- KNVB beker: 3

PSV: 1987-1988, 1988-1989, 1989-1990

#### Competizioni internazionali
- Coppa dei Campioni: 1

PSV: 1987-88